# اتحاد زنجبار لكرة القدم
تأسس اتحاد زنجبار لكرة القدم في عام 1926م وانضم إلى الاتحاد الأفريقي لكرة القدم في 2004م.